# Архилох
Архилох (на гръцки: Aρχίλοχος) е древногръцки поет родом от остров Парос и е живял в периода 680 пр.н.е. – 645 пр.н.е. Може би той е и най-ранният лирик в европейската литература. Считан за гениален представител на ямбическата поезия, но от творчеството му са запазени само фрагменти.

## Биография
Той е незаконен син на знатен аристократ (Телесикъл). Майка му е робиня от Тракия – Енипо. Знатният произход, съчетан с неравностойно положение и бедност, го карат да търси препитание като наемен войник. Води босяшки живот, скита се от град на град и от остров на остров.
Забавен е разказът на римския писател от I—II век Клавдий Елиан, който в „Шарени истории“ (книга 10, част 13) се позовава на недостигнало до нас съчинение на Критий: „Критий обвинява Архилох в това, че той разказва за себе си само лоши неща. Та нали всъщност от неговите уста научаваме, че бил разпътен и че си е захвърлил щита на бойното поле?“
Архилох воюва на остров Тасос, където е водач на отряд, опитващ се да основе колония. После воюва в Тракия и на остров Евбея. Загива в конфликт с остров Наксос.
Архилох е споменат и от Херодот в неговата „История“.

## Творчество
С моето копие хлябът ми ръжен замесен е,

с моето копие мачкат

исмарското вино за мене.

Пия – облегнат на моето копие.
Архилох е най-известният творец в жанра на ямбите, като твори още и елегии. Въпреки че в повечето си творби съхранява основната тема на епоса – битките във война, той преосмисля епическия светоглед, като се отказва от възвеличаването на далечното минало и се вглежда в настоящето. Това е свързано и с подчертано отдръпване от блясъка на Омировия героичен епос.
Запазени са около 120 фрагмента от произведения на Архилох. Като другите старогръцки поети и Архилох пише в различни жанрове (химни, елегии, басни, епиграми), но слава му носят преди всичко „ямбите“ (или „еподите“) – полемични стихотворения срещу представите на аристокрацията за чест, достойнство и посмъртна слава. Еподите му са страстни, обърнати са към конкретни хора и са породени от конкретен повод.
Днес най-прочут е т.нар. „Кьолнски епод“ – най-големият по обем запазен фрагмент на Архилох, открит на папирус от I – II век сл. Хр. в кьолнския папирусен архив и публикуван през 1974 г. В епода се говори за Необула, за която според античното предание Архилох е бил сгоден. Бащата на Необула Ликамб нарушил обещанието си да му я даде за съпруга, което станало и причина Архилох да насочи към него и Необула серия от язвителни еподи, с което ги докарал до самоубийство. Но навярно това прави оставането му на родния остров неизбежно.

## Историческо значение
И като техника, и като художествени открития, Архилох оказва огромно влияние върху развитието на старогръцката лирика от VII чак до I век пр. Хр. и върху изграждането на римската лирика през II—I век пр. Хр. (Луцилий, Катул и Хораций). В текстовете на Архилох за първи път се среща шестостъпният ямб, който след това се превръща в доминиращия размер в старогръцката и римската драма. Архилох е създателят на епода – двустишна метрическа схема, в която след по-дълъг стих идва по-кратък (напр. след ямбическия триметър идва ямбически двуметър; след дактилическия хекзаметър идва ямбическият триметър или ямбическият двуметър и т.н.). Някои изследователи дори предполагат, че именно Архилох (може би наред с Калин) е създателят на елегическия дистихон, един от най-разпространените метрически размери в античната поезия.
Псевдо-Плутарх (II век сл. Хр.) приписва на Архилох редица музикални открития. Първо, смесването на реч и музикална интонация (παρακαταλογή) за постигането на особен „трагически“ ефект. Второ, въвеждането на пеене относително независимо от инструменталния съпровод (на струнен инструмент, κροῦσις), което е малка революция на фона на древната практика на дублиране на инструмента от мелодия в унисон (πρόσχορδα).
Произведенията на Архилох са популярни в класическата епоха. Неговият химн в чест на Херакъл се е изпълнявал на Олимпийските игри. Аристофан в комедията „Мирът“ споменава Архилох наред с Омир. Еподите на Архилох са техническият и художествен образец за „Еподите“ на Хораций.
В родината си Архилох е бил почитан след смъртта си като герой. В началото на V век пр. Хр. в чест на Архилох на Парос е издигнато светилище, руините на което са намерени в наши дни; на някои парчета от фризове има надписи с биографични данни и откъси от стихотворения.